# Vetrih
Vetrih je priimek več znanih Slovencev:
- Alfred Vetrih (1940–2002), inženir, gospodarstvenik v Italiji (zamejstvo)
- Alojz Vetrih (1926–1996), rimskokatoliški duhovnik in publicist
- Amedej Vetrih (*1990), nogometaš
- Jožko Vetrih (*1936), kulturni delavec v Italiji in likovni kritik, umetnostni zgodovinar
- Julij Vetrih (1913–2009), organist
- Maja Vetrih (r. Marković) (1923–2020), umetnostna zgodovinarka, galeristka (hrv.-slov.)
- Nika Vetrih (*2003), smučarska skakalka
- Polona Vetrih (*1950), igralka
- Slavko Vetrih (*1956), vitanjski župan
- Tomek Vetrih (*1948), pesnik